# Vörössipkások

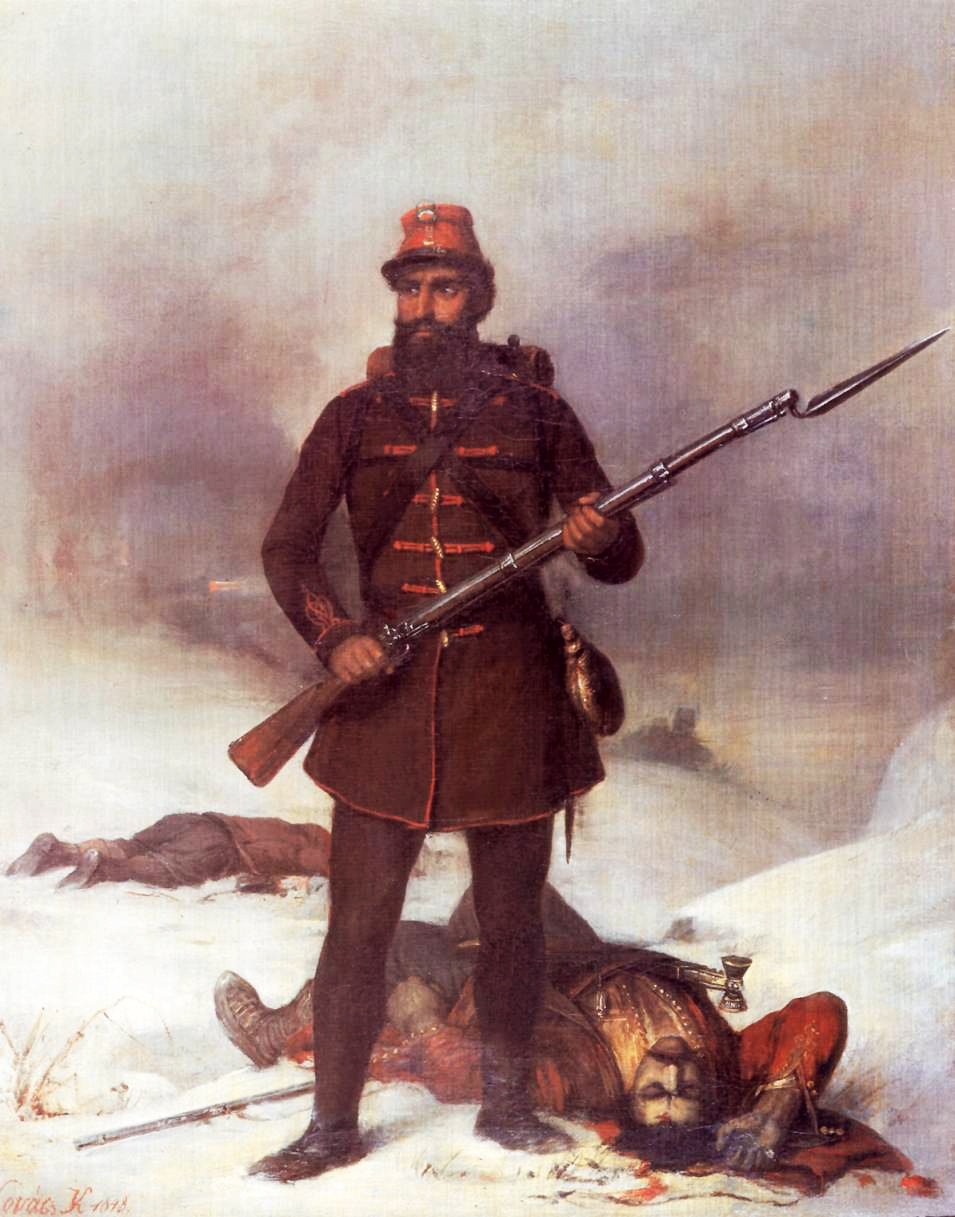
Kovács Mihály: Vörössipkás

Vörössipkásoknak az 1848 májusában felállított 9. miskolci-kassai zászlóalj honvédeit nevezték. A téves közhiedelemmel ellentétben a 3. (szegedi) honvédzászlóalj "fehértollas" elnevezést kapott a csákójukra tűzött fehér kakastollak miatt.
Szintén "vörös sipkát" kapott a 11. kolozsvári honvédzászlóalj legénysége is.
E két zászlóalj a szabadságharc alatt olyan vitézséggel harcolt, hogy mint a legbátrabb katonák, Görgey Artúr javaslatára megkülönböztetésképpen vörös sipkát hordhattak.
Görgey javaslata Kossuthnak 1849 áprilisában:
„Adjunk vörös sapkát mindazon zászlóaljaknak, s másnemű hadrészeknek, melyek folytonos vitézségök által e világ tiszteletét, bámulatát, a haza köszönetét megérdemlik…”
E két zászlóalj honvédeit a köznyelv egyszerűen csak vörössipkásoknak nevezte.
A 9-ik zászlóalj parancsnoka a szervezéskor Vitális Ferenc őrnagy.

## A szépirodalomban
- Jókai Mór: Emléksorok 1848-49-ből – Lengyel vörössipkások XV. fejezet
- Krúdy Gyula: 1848 – Nagy idők nagy hősei (Ifjúsági elbeszélések) Az utolsó vörössipkás

## További információ
- Auriga Vörössipkás Túra